# Alexandria International Airport

i7
i11
i13
Der Alexandria International Airport (IATA-Code: AEX, ICAO-Code: KAEX) ist ein öffentlicher Flughafen in Louisiana in den USA, der 7 km westlich der Innenstadt von Alexandria liegt. Der Flughafen wird von der „England Authority“ betrieben, die auch das gesamte Gelände der ehemaligen Militärbasis als „England Economic and Industrial Development District“ vermarktet. Trotz des Zusatzes „International“ im Namen gibt es keine internationalen Linienflüge, es werden aber Charterflüge für die US-amerikanischen Streitkräfte nach Übersee von hier durchgeführt. So sollen über Alexandria mehr militärische Charterflüge abgewickelt werden als über jeden anderen zivilen Flughafen der USA.
Vor 1992 war diese Einrichtung als England Air Force Base bekannt und ein wichtiger Luftwaffenstützpunkt, der während des Zweiten Weltkrieges gegründet worden war. Der Stützpunkt war bis nach dem Kalten Krieg aktiv und wurde am 15. Dezember 1992 geschlossen und an den heutigen Betreiber übergeben, welcher den zivilen Flugbetrieb im August 1993 aufgenommen hat.